# Philippe Mestrezat
Pour les articles homonymes, voir Mestrezat.
Philippe Mestrezat, né le 14 octobre 1618 à Genève et mort le 1er février 1690 dans la même ville, est un pasteur réformé genevois, professeur à l'Académie de Genève.

## Biographie
Philippe Mestrezat naît le 14 octobre 1618 à Genève. Il est un neveu de Jean Mestrezat, pasteur à Charenton. Son père, Domaine Mestrezat (1583-1661), est conseiller d’État, premier syndic de Genève, fondateur de la Chambre des blés de Genève ; sa mère est née Jeanne de Tudert.
Il étudie la théologie à l'Académie de Genève et devient pasteur en 1644. À l'Académie, il est successivement professeur de philosophie (en 1641), puis professeur de théologie (en 1649) et enfin recteur (1649-1654, 1670-1672).
Successeur d'Alexandre Morus à la chaire de théologie de l'Académie de Genève, il partage ses sympathies pour les doctrines de Moïse Amyraut et de l'Académie de Saumur. Ses positions amyraldistes l'amènent à entrer en conflit avec la Compagnie des pasteurs. Dans les débats qui conduisent à l'imposition du Consensus helvétique, il tente de modérer la formulation appliquée à Genève, mais les autres cantons s'y opposent et menacent de boycotter l'Académie.
Il meurt le 1er février 1690 à Genève, à l'âge de 71 ans.